# Giovanni Battista Bassani
Giovanni Battista Bassani (* 1650 in Padua; † 1. Oktober 1716 in Bergamo) war ein italienischer Violinist, Organist und Komponist.

## Leben
Seine Ausbildung erhielt er vermutlich in Venedig, Bassani soll dort  Schüler von Giovanni Legrenzi und Daniele da Castrovillari (1617-1659–74) gewesen sein. Violinunterricht erhielt er von Giovanni Battista Vitali. Ab 1667 stand er in Verbindung mit der Accademia della Morte in Ferrara. Hier wirkte er als Organist und schrieb erste Oratorien. Am 3. Juni 1677 wurde er in die Accademia Filarmonica in Bologna aufgenommen. In diesem Jahr veröffentlichte er sein op. 1 mit Triosonaten. 1678 wurde in der Kirche in Santa Maria Maddalena in Mirandola sein Oratorium L’Amore ingeniero aufgeführt. 1680 wurde er Hofkapellmeister am Hof des Herzogs Alessandro II. von Mirandola. Am 9. April wurde er zum Principe der Accademia Filarmonica gewählt. Bis 1692 nahm er an den jährlichen Feiern der Accademia mit eigenen Kompositionen in San Giovanni in Monte teil. Ende 1683 wurde er als Nachfolger von Giuseppe Felice Tosi zum Kapellmeister der Accademia della Morte in Ferrara gewählt. 1686 wurde er zum Domkapellmeister der Kathedrale von Ferrara ernannt. Zwischen 1710 und 1712 komponierte er 76 Messen in mehreren Zyklen zum Gebrauch in der Kathedrale von Ferrara. Am 9. Mai 1712 wurde er nach Bergamo gerufen, um die Musik als Kapellmeister an Santa Maria Maggiore zu leiten. Dort unterrichtete er die Musikschule an der Congregazione di Carità. Beide Stellungen hatte er bis zu seinem Tod inne.
Bassani bemühte sich auch um die Fortentwicklung des Violinbogens, die bis dahin konvexe Form war nun eher gestreckt und sein Bogen hatte am Frosch eine Vorrichtung zur Straffung und Lockerung der Bespannung.

## Werke
Er schuf zahlreiche Werke aller Gattungen, darunter 13 Opern und 13 Oratorien, von denen acht verschollen sind. Außerdem komponierte er geistliche Musik für unterschiedlichste Besetzungen, darunter die Acroama missale, eine Sammlung von Messen und Motetten (1709 Augsburg). Eine Abschrift hiervon befand sich im Nachlass von Johann Sebastian Bach.

### Instrumentalwerke
- Op. 1: 12 Triosonaten Balletti, Correnti, Gighe, e Sarabande à Violino e Violone, overo Spinetta, con il Secondo Violino à beneplacito (Bologna 1677)
- Op. 5: 12 Sinfonie a due, e tre Instromenti, con il Basso continuo per l’Organo (Bologna 1683)
- Prelude by Signr. Bassani (in Select Preludes or Volentarys for the Violin by the most eminent Masters in Europe, London 1705)
- Sonata für ein Tasteninstrument (in 18 Sonate da Organo di varii Autori, Bologna ca. 1697)

### Vokalwerke

#### Mit Opuszahl
- Op. 2: Cantate Amorose Musicali à voce sola (Bologna 1680)
- Op. 6: Affetti canori, cantate et ariette (Bologna 1684)
- Op. 7: Eco armonica delle muse (Bologna 1688)
- Op. 8: Resi armonici in motetti (Bologna 1690)
- Op. 9: Armonici entusiasmi di Davide, overo salmi concertati a quattro voci con violini, e suoi ripieni, con altri salmi a due, e tre voci con violini (Venedig 1690)
- Op. 10: Salmi di compieta a trè e quattro voci concertati, con violini e ripieni (Venedig 1691)
- Op. 12: Motetti a voce sola (Venedig 1692)
- Op. 15: Armoniche fantasie di cantate amorose a voce sola (Venedig 1694)
- Op. 25: Completory concenti a 4 voci Concertate mancando qualsi voglia Parte, con Violini, e Ripieni a beneplacito (Bologna 1701)

#### Oratorien
- L’Esaltazione di S Croce, 1675
- L’Epulone, 1675
- La tromba della divina misericordia, 1676
- L’amore ingeniero, 1678
- Il mistico Roveto, 1681
- Il Davide punito overo La pestilente strage d’Israele, 1686
- Il Giona (Ambrosini), 1689
- Mosè risorto dalle acque, 1694
- Il conte di Bacheville, 1696
- Susanna, 1697
- Gl’impegni del divino amore nel transito della Beata Caterina Vegri detta di Bologna, 1703
- La morte delusa, 1703; zusammen mit G. B. Brevi, G. A. Perti, G. Bononcini, A. Scarlatti
- Il trionfo della Fede, 1704

#### Opern
- L’amorosa preda di Paride, Dramma per musica in 3 Akten (1683 Bologna)
- Falaride tiranno d’Agrigento, (Adriano Morselli), Dramma per musica in 3 Akten (1683 Venedig)
- L’Alarico, rè de’ Goti, (B. Bonacossi), Dramma per musica in 3 Akten (1685 Ferrara)
- Vitige, Dramma per musica in 3 Akten (1686 Ferrara)
- Agrippina in Baia (1687)
- Gli amori alla moda, Scherzo melodrammatico in 3 Akten (1688 Ferrara)
- Il trionfo di Venere in Ida, Melodramma (Ferara 1688)
- La Ginevra, infanta di Scozia, Dramma per musica in 3 Akten (1690 Ferrara)
- Le vicende di coceio Nerva, Dramma per musica in 3 Akten (1691 Ferrara)
- Gli amori tra gl’odii o sia Il Ramiro in Norvegia, Dramma per musica in 3 Akten (1693 Verona)
- Roderico (1696 Ferrara)
- L’Alarico (1709)
- Armida al campo (1711 Ferrara)

#### Sonstige
- Acroama missale (1709 Augsburg)
- Cantate a voce sola (Manuskript)
- Motetti a voce sola con due violini (Manuskript)